# Chaetodon ocellicaudus
El pez mariposa Chaetodon ocellicaudus es un pez marino, de la familia de los Chaetodontidae. 
Casi idéntico al C. melannotus, se diferencia en la forma de la marca negra del pedúnculo caudal, en vez del ocelo, en que no tiene la marca negra de la base de la aleta anal, y en tener 14, en vez de 15, radios blandos en las aletas pectorales.	

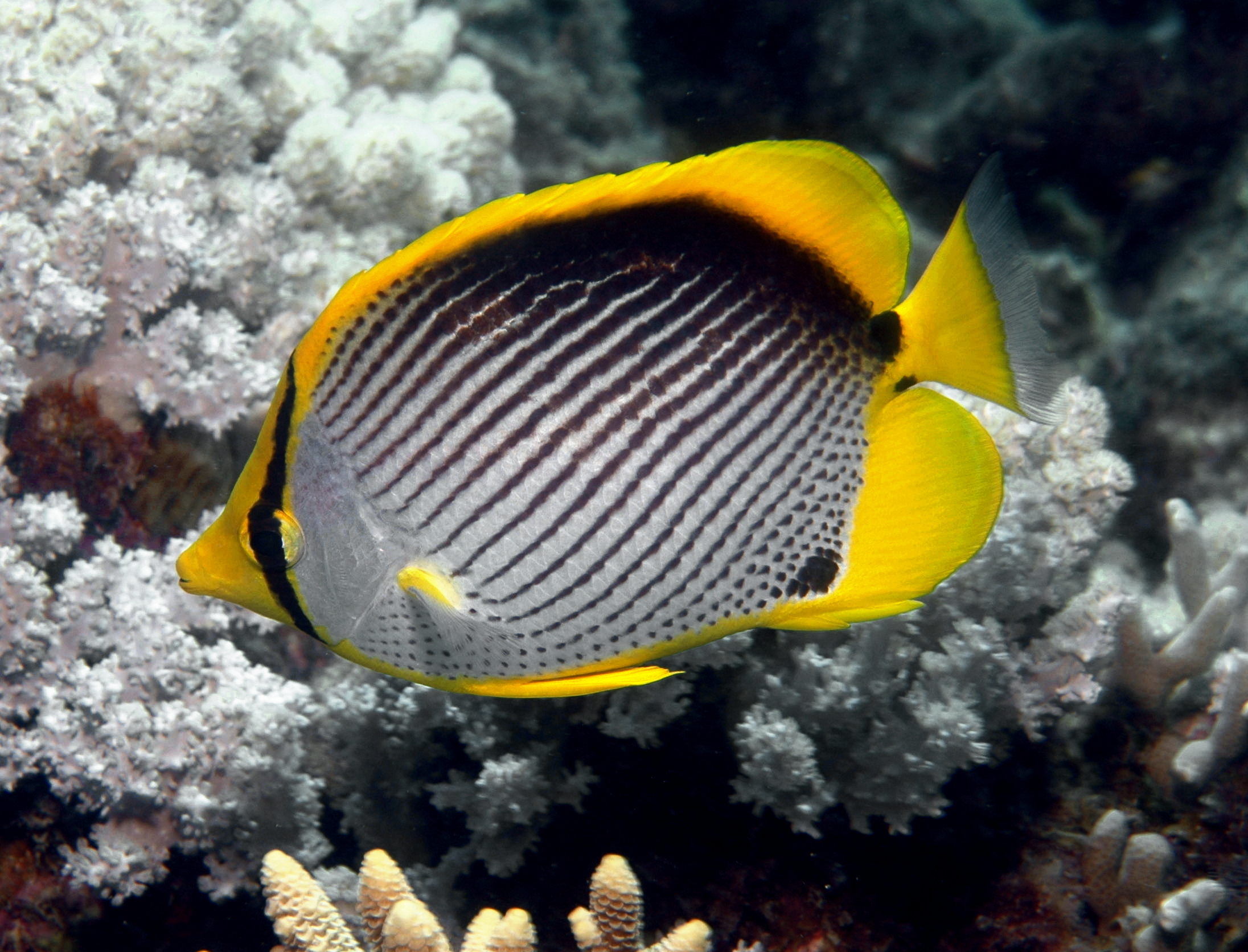
Chaetodon melannotus

## Morfología
Posee la morfología típica de su familia, cuerpo ovalado, semi-rectangular, y comprimido lateralmente. 
La coloración general del cuerpo es azul claro blanquecino. Tiene varias rayas oblicuas, de color negro, que le atraviesan los laterales del cuerpo. Estas rayas, aumentan su grosor según avanzan hacia la parte posterior y superior del cuerpo, donde, se descomponen en puntos, también negros, que recorren las bases de la aleta dorsal y anal. Todas las aletas, la cabeza, y el pedúnculo caudal son amarillos, y el pedúnculo tiene un distintivo ocelo en color negro. Presenta una raya negra vertical que le atraviesa el ojo, tan característica del género Chaetodon.
Tiene 12 espinas dorsales, entre 19 y 20 radios blandos dorsales, 3 espinas anales, y entre 17 y 18 radios blandos anales. El tamaño del hocico es de 26 a 32 mm.
Alcanza los 15 cm de largo.

## Hábitat y distribución
Especie asociada a arrecifes de coral, tanto en laderas exteriores, como en lagunas con rico crecimiento coralino. Normalmente se ven solitarios o en parejas. Habitan en colonias coralinas, alimentándose durante el día y resguardándose bajo el coral por la noche. Es una especie generalmente común.
Su rango de profundidad está entre 3 y 50 metros.
Se distribuye en aguas tropicales del océano Indo-Pacífico, desde la costa este africana, en Tanzania, hasta las Islas Salomón en el Pacífico. Es especie nativa de Australia; Filipinas; Indonesia; Malasia; Palaos; Papúa Nueva Guinea e Islas Salomón.

## Alimentación
Se alimenta tanto de corales blandos, como Litophyton viridis, Sarcophyton spp., Nephthea spp., y Clavularia spp.; como de los duros, del orden Scleractinia.

## Reproducción
Son dioicos, o de sexos separados, ovíparos, y de fertilización externa. El desove sucede antes del anochecer. Forman parejas durante el ciclo reproductivo, pero no protegen sus huevos y crías después del desove.